# Stanisław Zakrzewski (inżynier)
Stanisław Zakrzewski (ur. 18 marca 1870 w Szachach  – zm. 5 sierpnia 1944 w Warszawie) – polski inżynier technolog, dyrektor Wyższej Szkoły Budowy Maszyn i Elektrotechniki im. H. Wawelberga i S. Rotwanda.

## Życiorys
Ukończył gimnazjum w Siedlcach (1890) i Wydział Fizyczno-Matematyczny Uniwersytetu Warszawskiego z tytułem kandydata nauk (1895) a następnie Wydział Mechaniczny Instytutu Technologicznego w Petersburgu (1900). Po studiach pracował w latach 1900-1919 jako inżynier w Zakładach Metalurgicznych w Jekaterynosławiu na Ukrainie. Po powrocie do kraju od 1919 był wykładowcą i profesorem a następnie w latach 1921-1939 dyrektorem Wyższej Szkoły Budowy Maszyn i Elektrotechniki im. H. Wawelberga i S. Rotwanda W latach 1940–1944 pracował jako nauczyciel zawodu w utworzonej przez okupantów tzw. Zawodowej Szkole Technicznej (Technische Fachschule). W tym okresie pełnił także funkcję zastępcy dyrektora tej szkoły.
Zginął podczas powstania warszawskiego, rozstrzelany przez Niemców w publicznej egzekucji w rejonie Alei Szucha.

## Odznaczania
- Złoty Krzyż Zasługi[1]

## Życie prywatne
Urodził się w rodzinie ziemiańskiej, syn Aleksandra i Walentyny ze Sławińskich.